# Megaradio Bayern
Megaradio Bayern est une radio privée régionale de Bavière.

## Histoire
Depuis janvier 2015, Megaradio Bayern possède une filiale à Berlin, Mega Radio SNA, qui diffuse 18 heures par jour à Berlin, avec la collaboration de SNA Radio.

## Programme
La radio diffuse principalement de la musique pop. Toutes les demi-heures, il y a un bulletin d'informations.

### Source de la traduction
- (de) Cet article est partiellement ou en totalité issu de l’article de Wikipédia en allemand intitulé « Megaradio Bayern » (voir la liste des auteurs).